# Magellán-pingvin
A Magellán-pingvin (Spheniscus magellanicus) a madarak (Aves) osztályának pingvinalakúak (Sphenisciformes) rendjébe, ezen belül a pingvinfélék (Spheniscidae) családjába és a Spheniscinae alcsaládjába tartozó úszómadár. Nevét a nagy portugál felfedezőről, Ferdinand Magellánról kapta, aki 1519-ben látta meg a madarat.

## Előfordulása
Dél-Amerika partjainál, Argentína, Chile és a Falkland-szigetek tengerparti területein él, néhány egyede megtalálható Brazíliában is. A leggyakoribb a Spheniscus pingvinek közül.

## Megjelenése
Közepes méretű, fekete és fehér színű, 70–76 centiméteres magasságot érhet el. A felnőtt pingvineknek fekete hátuk és fehér hasuk van. Két fekete csík van a fej és mell között, az alsó kifordított patkó alakú. A feje fekete, két széles, fehér csíkkal, amik a szemek mellett indulnak, a fekete fülfedőtollak és az áll körül továbbhaladnak, és összetalálkoznak toroknál. A pingvinfiókáknak és fiatal pingvineknek szürkés-kékes a hátuk, és fakó, szürkés-kékes a hasuk. A fiatal madaraknak foltos mintázat van a lábukon, ami lassanként kifakul. 10 éves korukra a lábuk többnyire fekete. Más pingvinekhez hasonlóan a Magellán-pingvin merev szárnyát víz alatti "repülésre" használja. 25 évet élhet vadon, 30 évet fogságban.

## Életmódja
Halakkal, krillekkel, medúzákkal és rákokkal táplálkozik.

## Szaporodása
Kopár, bokros területen, bokrok alatt és a földbe vájt üregekben fészkelnek.

## Rokon fajai
A Spheniscus nembe összesen négy kis termetű pingvinfaj tartozik:
- galápagosi pingvin (Spheniscus mendiculus)
- Humboldt-pingvin (Spheniscus humboldti)
- Magellán-pingvin (Spheniscus magellanicus)
- pápaszemes pingvin (Spheniscus demersus)

## Érdekességek
- E faj egyik példánya a címszereplője és ihletője a valós történeten alapuló, 2024-ben bemutatott Barátom, a pingvin című amerikai-brazil kalandfilmnek.